# Fontaine-en-Dormois
Fontaine-en-Dormois település Franciaországban, Marne megyében. Lakosainak száma 15 fő (2022. január 1.). Fontaine-en-Dormois Bouconville, Séchault, Cernay-en-Dormois, Gratreuil és Rouvroy-Ripont községekkel határos.

## Népesség
A település népességének változása:
| Lakosok száma | 42   | 30   | 25   | 19   | 26   | 22   | 13   | 13   | 12   | 15   |
|               | 1968 | 1982 | 1990 | 2006 | 2013 | 2015 | 2017 | 2019 | 2020 | 2022 |